# Сен Базил (Квебек)
Сен Базил (фр. Saint-Basile) је град у Канади у покрајини Квебек. Према резултатима пописа 2011. у граду је живело 2.463 становника.

## Становништво
Према резултатима пописа становништва из 2011. у граду је живело 2.463 становника, што је за 3,8% мање у односу на попис из 2006. када је регистровано 2.560 житеља.
| 2006. | 2011. |
| ----- | ----- |
| 2.560 | 2.463 |